# Gestelev Sogn
Gestelev Sogn ist eine Kirchspielsgemeinde (dän.: Sogn)
auf der Insel Fyn (dt.: Fünen) im südlichen Dänemark.
Bis 1970 gehörte sie zur Harde Sallinge Herred im damaligen Svendborg Amt, danach zur Ringe Kommune im
Fyns Amt, die im Zuge der  Kommunalreform zum 1. Januar 2007 in der
Faaborg-Midtfyn Kommune in der Region Syddanmark aufgegangen ist.
Im Kirchspiel leben 449 Einwohner (Stand: 1. Januar 2023).

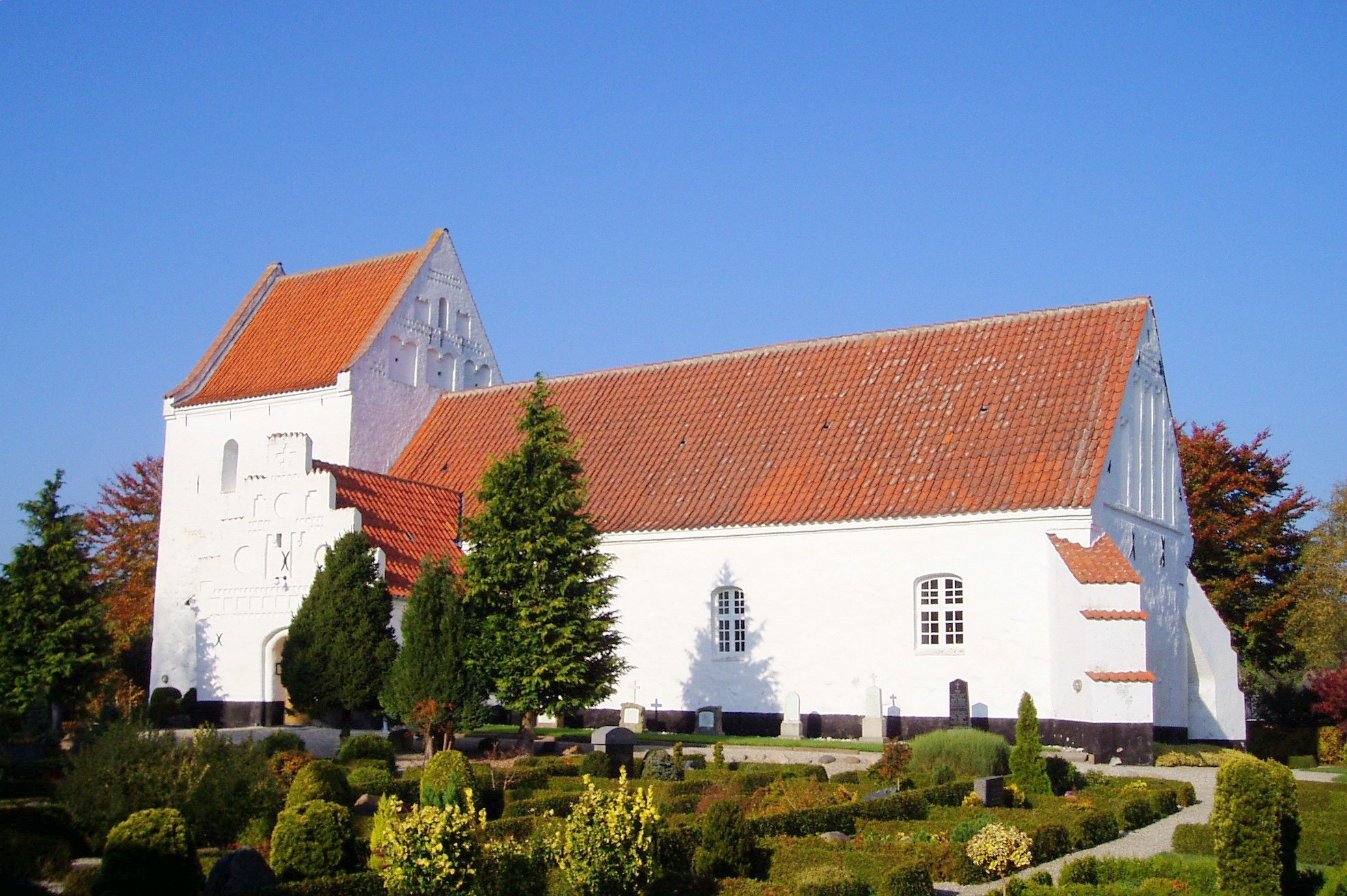
Gestelev Kirke

Im Kirchspiel liegt die Kirche „Gestelev Kirke“.
Nachbargemeinden sind im Norden Nørre Lyndelse Sogn, im Nordosten Sønder Højrup Sogn, im Osten Ringe Sogn, im Süden Espe Sogn, im Südwesten Hillerslev Sogn, im Westen Vantinge Sogn und Heden Sogn und im Nordwesten Nørre Søby Sogn.